# Rebranding
Rebranding – proces transformacji wszystkich elementów marki, takich jak oferowane produkty i usługi, jakość obsługi oraz sposób komunikacji, w tym wygląd logo, by osiągnąć lepszą pozycję marki na rynku. Samej zmiany wyglądu logo nie można nazwać rebrandingiem, jest to bowiem jedynie zmiana identyfikacji wizualnej, od niewielkiego liftingu po całkowitą zmianę symboli graficznych marki. Natomiast proces rebrandingu strategicznego, wiążącego się z wdrożeniem nowej strategii przedsiębiorstwa, nie musi wiązać się ze zmianą nazwy czy całkowitą wymianą logo.
Na modelowy proces rebrandigu składają następujące etapy:
1. opracowanie nowej strategii marki w oparciu o badania rynkowe i konsumenckie
2. opracowanie identyfikacji wizualnej marki
3. implementacja zmian we wszystkich kanałach komunikacji z klientem
4. zakomunikowanie zmian wewnątrz i na zewnątrz organizacji

W zależności od charakteru organizacji proces rebrandingu trwa od 3 do 18 miesięcy.
Korzyści z rebrandingu obejmują aspekty wizerunkowe (poprawa wizerunku marki, zwiększenie satysfakcji klientów, zasygnalizowanie istotnych zmian w organizacji), finansowe (oszczędności z unifikowania marek w ramach grupy, zwiększenie wartości marki, zwiększenie obrotów i marży) oraz organizacyjne (poprawa kultury organizacyjnej, usprawnienie procesów). Najważniejszym aspektem rebrandingu strategicznego jest skuteczne wciągnięcie pracowników w proces podnoszenia jakości obsługi klienta i komunikacji z nim.
Rebranding wiąże się z koniecznością wymiany oznakowań we wszystkich placówkach (jednorazowo, jak np. w przypadku rebrandingu Idei na Orange lub stopniowo, jak np. w przypadku zmiany logo Ruchu), na pojazdach, w publikacjach itp. W przypadku zmiany firmy wiąże się też z koniecznością przeprowadzenia kampanii informacyjnej w mediach oraz urzędową zmianą danych firmy.
Przykłady rebrandingu w Polsce:
- Kraft Foods Polska zmienił nazwę na Mondelez Polska
- we wrześniu 2005 roku marka Idea, pod jaką funkcjonowała sieć telefonii komórkowej, została zmieniona na globalną markę Orange, po przejęciu przez właściciela francuskiej firmy o tej samej nazwie (kampania informacyjna kosztowała ponad 1 mld zł)[3],
- CPN zmienił się w PKN Orlen,
- w czerwcu 2011 roku sieć telefonii komórkowej Era zmieniła się w globalną markę T-Mobile po przejęciu przez tę firmę.
- Sieć sklepów Globi zmieniła się w Carrefour Express, na skutek zakupu sklepów od firmy Promodés
- we wrześniu 2011 roku Lukas Bank zmienił firmę na Crédit Agricole, w związku z przejęciem
- 29 marca 2012 Telekomunikacja Polska poinformowała, że zmienia się w globalną markę Orange z powodu przejęcia przez właściciela marki Orange[4][5].
- 14 kwietnia 2014 roku serwis Tablica.pl zmienił się na OLX.pl
- w 2016 sieć sklepów Żabka zmieniła wizerunek
- N i Cyfra+ po połączeniu dokonano rebrandingu na nc+
- PKO BP, PZU odświeżyły wizerunek firmy
- Bank BGŻ i Bank BNP Paribas połączyły się w Bank BGŻ BNP Paribas[6]
- 11 maja 2017 roku Statoil Polska zmienił się w Circle K Polska
- we wrześniu 2018 r. Bank Zachodni WBK zmienił się w Santander Bank Polska na skutek przejęcia przez Santander Group
- w 2019 r. SPAR Polska przejął sieć Piotr i Paweł[7]
- we wrześniu 2019 roku platforma nc+ zmieniła nazwę na Platforma Canal+